# Kitch
Tandem Kitch se že od leta 1999 ukvarja s performansom in družbeno kritiko. Kitch sta Lana Zdravković in Nenad Jelesijević.  
Zavod za umetniško produkcijo in raziskovanje Kitch deluje na področjih umetniške produkcije in postprodukcije, raziskovanja, humanistike, izobraževanja, oblikovanja in založništva. Aktivnosti Kitch-a so raziskovalno-produkcijske, osredotočene na performans, teorijo in debatne dogodke. 